# Harald Mücke
Harald Mücke (* 22. Mai 1968 in Rheydt) ist ein deutscher Spieleverleger und Spieleautor.

## Leben
Mücke wuchs in Mönchengladbach auf. Er studierte Betriebswirtschaftslehre an der FH Mönchengladbach und arbeitet als selbstständiger Unternehmensberater in der Hotellerie. Seit 1999 ist er als Spieleautor und -verleger tätig. Sein Kleinverlag Mücke Spiele ist u. a. für seine Autorenwettbewerbe bekannt geworden, in denen die Teilnehmer ausgehend von zuvor festgelegten Materialien neue Spiele erfinden müssen. In seinem Verlag wurden inzwischen über 20 Spiele veröffentlicht. Mücke Spiele ist auch Gründungsmitglied des Spielegroßhandels Spiel direkt eG, ein Verbund von mehr als 70 Kleinverlagen, zu dem unter anderen auch 2F-Spiele gehört. Darüber hinaus betreibt Mücke den Versandhandel Spielmaterial.de, über den unterschiedlichste Materialien zur Spieleentwicklung bezogen werden können, aber auch Neuentwicklungen wie der 3-teilige Pöppel vertrieben werden.
Harald Mücke ist Mitglied der Spiele-Autoren-Zunft (SAZ) und war von 2011 bis 2013 deren Vorsitzender. Er ist ferner als Autor für Belletristik aktiv. Mücke ist verheiratet, hat eine Tochter und einen Sohn.

## Ludographie von Mücke Spiele
- Heartbreaker, 1999, Harald Mücke
- Laß die Kirche ins Dorf, 2002, Harald Mücke
- Weihnachtspunguine, 2005, Harald Mücke
- Palm Beach Island Resort, 2006, Harald Mücke
- Schwarzes Gold, 2009, Bernhard Weber
- Namibia, 2010, Brian Robson
- Ghawar, 2010, Johannes Halbig
- Schachen, 2011, Heinrich Gumpler / Matthias Schmitt
- Global Warming, 2011, S. Deniz Bucak
- Exposaurus, 2011, Ron van Dalen
- Dreck weg!, 2011, Stefan Siebert
- Urknall: The Big Bang, 2011, Axel Hennig
  - Urknall: Pulsar (Erweiterung zu Urknall), 2012, Axel Hennig
- AstroNuts, 2012, Angelo Porazzi
- Dahschur: Die Rote Pyramide, 2012, Pauli Haimerl
  - Dahschur: Die Rote Pyramide – Der Felukenhändler (Erweiterung), 2012, Pauli Haimerl
  - Dahschur: Die Rote Pyramide – Die Privilegien des Pharao (Erweiterung), 2012, Pauli Haimerl
- Taschkent, 2012, Peer Sylvester
- Councils & Contracts,[7] 2013, Kalle Malmioja
- Atacama, 2013, Martin Schlegel
- Lunte, 2014, Bruce Whitehill
- Takamatsu, 2014, Martin Schlegel
- Manhattan TraffIq, 2015, Dirk Arning
- Lignum, 2015, Alexander Huemer
- Area 51, 2016, Stefan Alexander
- Adios Calavera, 2017, Martin Schlegel
- Keine lahmen Agamen, 2018, Günter Peter
- Outback Crossing, 2019, Bruce Whitehill
- Hai Noon, 2020, Rene Holzer
- Enten & Kultisten, 2020, Ansgar Trecksel